# داني هدسون
داني هدسون (بالإنجليزية: Danny Hudson)‏ (25 يونيو 1979 في المملكة المتحدة - ) هو لاعب كرة قدم بريطاني في مركز الوسط. لعب مع نادي دونكاستر روفرز ونادي روذرهام يونايتد ونادي هاليفاكس تاون وBelper Town F.C. ‏.

## وصلات خارجية
- داني هدسون على موقع قاعدة بيانات كرة القدم.إي يو (الإنجليزية)
- داني هدسون على موقع Soccerbase.com (لاعب) (الإنجليزية)